# Tetraulax maynei
Tetraulax maynei es una especie de escarabajo de la familia Cerambycidae. Fue descrita por Lepesme & Stephan von Breuning en 1955. Se encuentra en Guinea Ecuatorial, República del Congo, Camerún.